# Zeitschrift für Naturforschung B - A Journal of Chemical Sciences
Zeitschrift für Naturforschung B - A Journal of Chemical Sciences (abrégé en Z. Naturforsch. B) est une revue scientifique à comité de lecture qui publie des articles dans tous les domaines de la chimie. D'après le Journal Citation Reports, le facteur d'impact de ce journal était de 0,744 en 2014.
Zeitschrift für Naturforschung est créé en 1946 sous la forme d'un seul volume. De 1947 à 1972 deux séries sont publiées et à partir de 1973 une troisième série y est ajoutée:
- Zeitschrift für Naturforschung A - A Journal of Physical Sciences  (ISSN 0932-0784)
- Zeitschrift für Naturforschung B - A Journal of Chemical Sciences
- Zeitschrift für Naturforschung C - A Journal of Biosciences  (ISSN 0939-5075)

Actuellement, les directeurs de publication sont T. Lindel, G. Maas, R. Pöttgen etH. Schmidbaur.